# 八打灵公教国民型华文中学

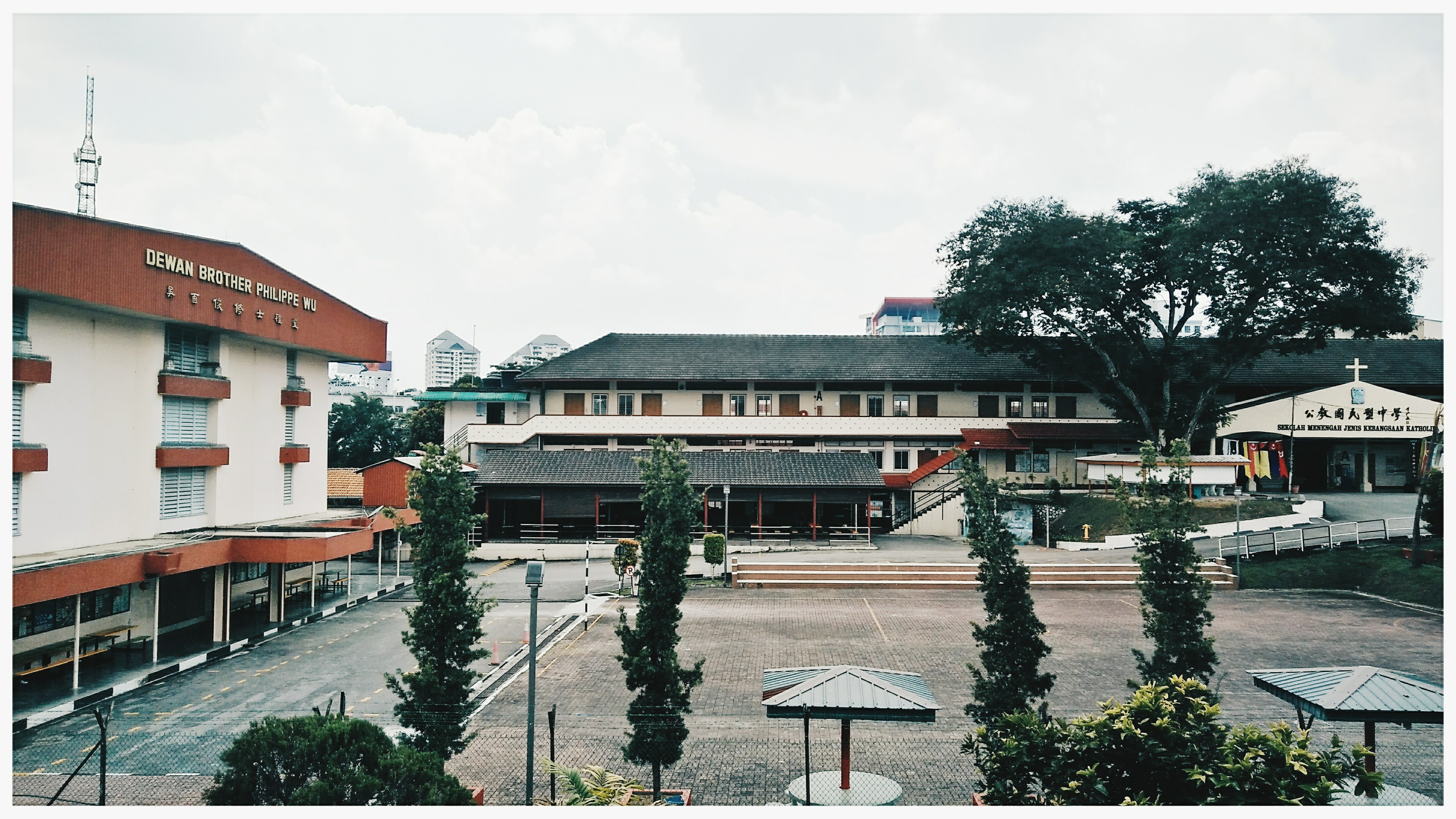
公教中学。

八打灵公教国民型华文中学 (马来文: Sekolah Menengah Jenis Kebangsaan Katholik, 缩写作SMJK Katholik; 英文: Catholic High School，缩写作CHSPJ），简称为公教华中，是一所位于马来西亚八打灵再也的政府教会学校，被马来西亚教育部公认为卓越重点学校 。 该校于1956年由圣母昆仲会 的吴酋俊修士创办， 目前拥有超过3100名学生。 该校占地8.4英畝（34,000平方），拥有六座教室楼，三栋科学实验室楼，礼堂，体育中心，按性别区分的食堂，壁球场，图书馆和草场。 公教中学拥有14个制服团体，36个社团，5个运动队伍和14个运动学会。 由于公教中学是间国民型华文中学，因此申请入学者须已在小六评估考试 （UPSR）中报考中文。 该校所有的学生都需在中三评估考试 （PT3）和马来西亚教育文凭 （SPM）报考华文 。

## 学术
2011年，公教中学在马来西亚教育文凭 （SPM）中获得100％的及格率，该年有5名学生考获12A，26名学生考获11A及76名学生考获10A。  早在2008年，该学校的SPM考试就有2名学生考获14A，12名学生考获13A，44名学生考获12A和67名学生考获11A学生。许惠怡则因在 SPM中获得10A+的成绩而被授予2013年雪兰莪州最佳考生。  Mok Siao Chi 同学则在2015年SPM考试中获得超过10A+。  在2016年的SPM考试中，公教中学成为八打灵主区县的顶级学校，而荘慧意（以11A + 和1A的成绩）和余愷濬（以10A +和1A的成绩）则成为雪兰莪州最佳考生。 
自2006年以来，学校在马来西亚高等教育文凭（STPM）考试中连续七年达到100％的及格率。 

## 体育
公教中学在极限飞盘中有着非凡的表现。 该校于2006年派出了三支球队参加了马来西大学公开赛。  2007年，公中的几名代表参加了全明星队伍在Valley Ultimate的Hard-Core Ultimate飞盘比赛。此外，该校还派出五支队伍在梳邦再也社区18岁以下青少年极限公开赛。  在2008年，公中参加了玛拉科技大学（UiTM） 公开赛，并获得了最有潜力球队奖 ，该校也与同年参加了泰勒大学Ultimate Mini比赛。 
在乒乓球，Lim Ann Er曾代表马来西亚，于2009年在曼谷举行的第15届东南亚少年乒乓球锦标赛中获得铜牌。 2012年，Foo Dunley在印度尼西亚泗水举行的第四届东盟学生运动会上获得男子双打银牌。而在2013年，Leong Chee Feng在菲律宾马尼拉举行的第19届东南亚少年锦标赛中获得男子单项组金牌 。 截至2017年，马来西亚从未在该比赛中再次获得该奖牌。 

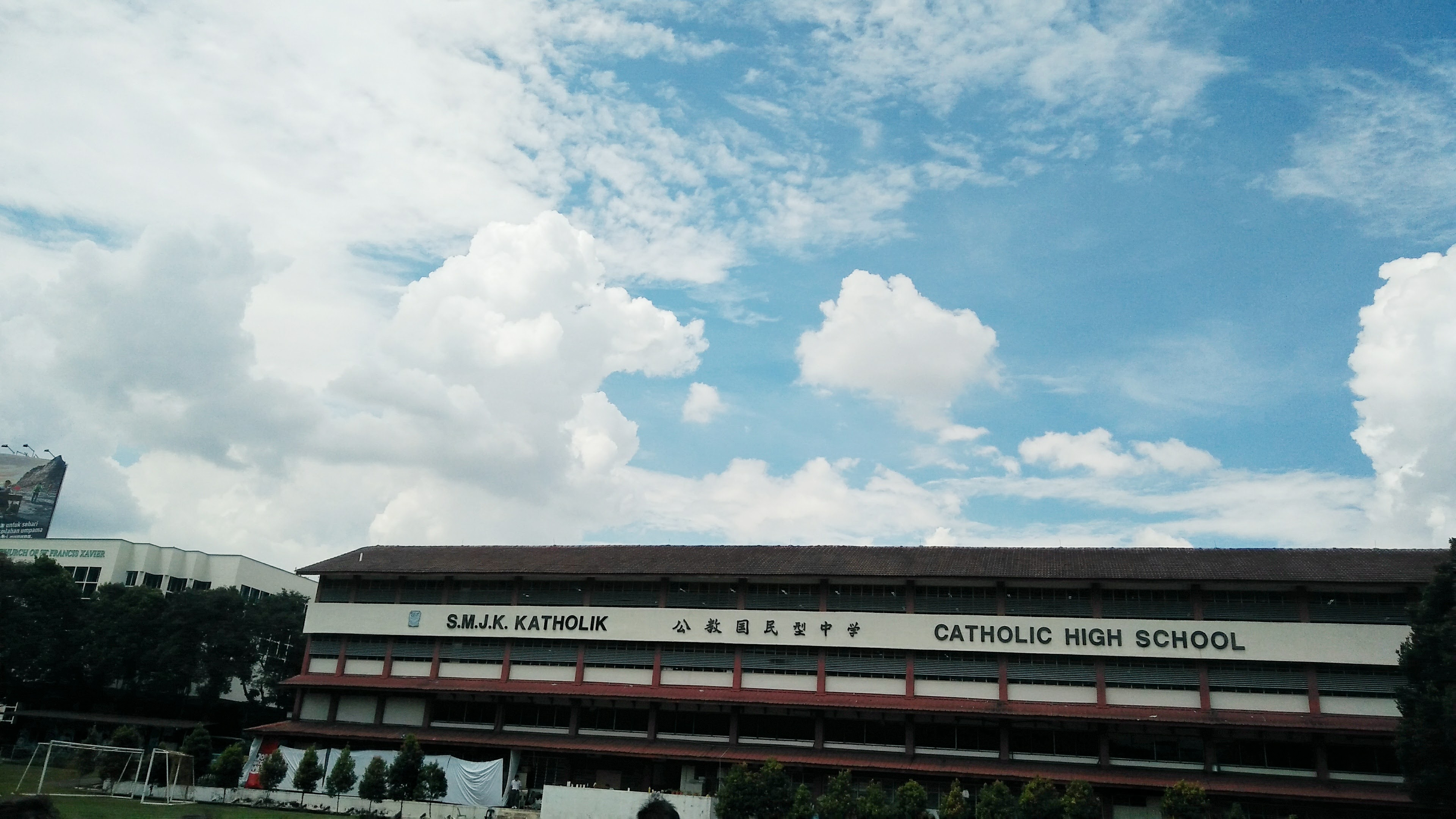
公教中学的外观。

2012年，于在印度尼西亚巨港Jakabaring游泳中心举行的第36届东南亚年龄组游泳锦标赛中，Yap Siew Hui 在女子50米蝶泳项目中夺得金牌 。 她还在第8届新加坡岛乡村俱乐部游泳锦标赛中获得了6枚金牌，分别为100米自由泳，100米蝶泳，50米自由泳，50米蝶泳，4 x 50米混合泳和4 x 50米自由泳。 2013年，她与Yeap Zheng Yang一同参加了于印尼巨港举行的2013年伊斯兰团结运动会上，并在水上比赛中获得了3枚金牌和1枚银牌。 Yap Zheng Yang 也在2013年东南亚运动会的4×100米混合泳接力比赛中为马来西亚夺的铜牌。 
在武术方面 ，Choo Tim Yung 于2013年在第四届新加坡国际武术比赛中获得三枚金牌，该比赛于新加坡杨厝港室内体育馆举行。 
在2017年东南亚运动会期间 ，See Wan Ni 和其队友在女子3000米滑冰接力赛中为马来西亚夺得了一枚金牌。 
在网球比赛中 ，Low Kar Win同学代表马来西亚赢得了东盟学生运动会的金牌。 
公教中学的啦啦队为 CALYX。 他们曾在Cheer2009全国啦啦队锦标赛中获得了亚军，最佳着装奖和最佳化妆奖。  该队在Cheer 2015 比赛中获得全女子组亚军。  在Cheer 2018 中，公中的 CALYX All Girls荣获冠军，并打破了来自斯里吉隆坡国际学校的Cyrens八连胜的纪录。  

## 数理
Foong Yake Ho和Liew Chien Hao曾代表马来西亚参加1998年于台北举办的第39届国际奥林匹克数学竞赛。 同年，Foong Yake Ho 也在亚太奥林匹克数学比赛中获得铜牌，而Liew Chien Hao则在东南亚奥林匹克数学中获得铜牌。 隔年，他们二人代表马来西亚参加布加勒斯特，罗马尼亚举行第40届奥林匹克数学竞赛 。 他们也分别在1999年举行的亚太奥林匹克数学比赛中获得了铜牌和安慰奖。 
公教中学的Cheong Tee Jin，Bryan Chong Hau Foo和Tan Jing Lynn在双威大学学院举行的第二届双威大学学院校际数学测验挑战赛的决赛中获胜。 Cheong Tee Jin也代表马来西亚参加了2006年于斯洛文尼亚举行的国际奥林匹克数学竞赛。 
该校的Tham Ying Hong曾代表马来西亚，在哈萨克斯坦共和国教育与科学部于2010年举办的第51届国际奥林匹克数学竞赛中获得银奖。 在2011年，他也获得了澳大利亚数学竞赛的金奖，第23届亚太奥林匹克数学比赛的金奖，以及在荷兰阿姆斯特丹举行的第52届国际奥林匹克数学比赛的铜奖。 
2013年，Yeoh Chin Vern 在哥本哈根 ， 丹麦举行第44届国际物理奥林匹克竞赛中获得铜牌 。 
一组来自公教中学的队伍在匈牙利举行的2019年世界机器人奥林匹克竞赛的初中组中获得了金牌。 他们建造了一个诊断和手术机器人。 

## 音乐和舞蹈
公教中学在槟城举行的2005年全国高中铜管乐队比赛中获得冠军。 教育部总监丹斯里拿督Setia Haji Ambrin Bin Buang说，该队为其他队伍制定了很高的标杆，可供其他人用作基准。 
该校乐队也在新加坡风乐队协会组织于2010年举行的新加坡国际乐队节中获得银奖。 从2011年11月29日至2011年12月3日，公教中学乐队在香港迪士尼乐园度假区参加了2011年第三届国际冬季乐队节，并获得了金奖。 该校乐队也是马来西亚第一支在香港迪士尼乐园动画艺术工作室演出的乐队。      
从2010年7月22日至27日在中国 绍兴举行的第六届世界合唱比赛中，由公教中学29名学生组成的合唱队代表马来西亚，并在该比赛中获得了银奖。 
Chong Jia Wen 在2013年柔佛国际舞厅舞明日之星锦标赛中夺得2枚金牌，即拉丁舞新手喳喳舞和拉丁舞新手捷舞。     
在2017年的全国大马合唱比赛中，公中合唱团（The Melodious Singers）获得了金牌。     

## 艺术与设计
一个由三名来自公教中学的学生组成的团队在泰勒大学组办的Built Environment Explained Competition 2013 中获得冠军头衔，并赢得了总值2800令吉的现金。 那一年的主题为“设计更好的教室”。 

## 辩论
该校的华文辩论队曾在1999、2001、2002和2003年的全国中学华文辩论比赛中获得冠军。 

## 下棋
杨理天 曾在2015年和2016年赢得了马来西亚国际象棋锦标赛的冠军，并参加了在佐治亚州第比利斯 举行的国际象棋世界杯 ，唯在第一轮被前世界冠军维斯瓦纳森·阿南德 （ Viswanathan Anand）击败。他同时也是马来西亚第一个西洋棋特级大师

## 商业
在2016年，来自公中的一个团队在联邦快递-美国商会国际贸易挑战赛中获得全国冠军。
在2017年，来自该校的两个团队在泰勒大学的100万梦想初创企业挑战赛中脱颖而出，成为全国排名前三的公司。 

## 运动队伍
该校学生将被分成五个运动队伍，每个队伍共同竞争以在各种运动项目中获得积分，例如越野赛跑，运动日和各队伍帐篷的装饰比赛（各队伍以与其队伍的代表色相关的主题构建一个由回收材料制成3.5米 x 3.5米 x 9米的帐篷）。  每年的运动日结束时，在各项目中获得的累积积分最高者获胜。 每位学生都必须参加各自队伍的练习，练习时间如下： 
● 蓝组（星期一）
● 青组（星期二）
● 黄组（星期三）
● 红组（星期四）
● 紫组（星期五）

## 著名校友
- 丹斯里钟廷森 - 狮子会主席
- 林健辉 - 马来西亚歌手
- 杨毅恒 - 电影导演
- 庄慰义 - 音乐制作人和编曲人
- 黃長娣 - Hitz.tv VJ、记者、主持人
- 高艺 - 马来西亚歌手
- 杨理天 - 国家象棋手
- 胡渐彪 - 国家辩论员、政治家、主持人
- 颜江瀚 - 新闻主持人
- 萧慧敏 - Astro节目主持人
- 刘慧美（may子）-前988DJ
- 陈奕卉 - 前988DJ
- 陈捷 - 马来西亚知名笛萧演奏家，各大华乐团教练
- 颜如晶 - 辩论员
- 江松恒 - 演员和歌手

## 姊妹学校
- 新加坡圣约瑟夫学院